# Bagh Maidan
Bagh Maidan – wieś w Pakistanie, w prowincji Chajber Pachtunchwa. W 2017 roku liczyła 2424 mieszkańców.